# Sclerolobium micranthum
Sclerolobium micranthum là một loài thực vật có hoa trong họ Đậu. Loài này được L.O.Williams miêu tả khoa học đầu tiên.